# HMS Berwick (1926)
HMS Berwick (№ вымпела 65) — британский тяжёлый крейсер типа County (подтип Кент). Принимал активное участие во Второй мировой войне. Единственный из британских тяжёлых крейсеров, вступавших бой с тяжёлыми крейсерами противника: Fiume (27 ноября 1940) и «Адмирал Хиппер» (25 декабря 1940). В обоих случаях сохранил боеспособность несмотря на попадания нескольких снарядов калибра 203-мм.

## Конструкция
Крейсера типа County строились для британского флота в годы между Первой и Второй мировыми войнами. Их конструкция соответствовала ограничениям Вашингтонского военно-морского договора 1922 года, а именно: предел стандартного водоизмещения 10 тыс. тонн и основная артиллерия калибра не более 8 дюймов (203 мм). Соответственно, эти корабли называли «договорными крейсерами»; термин «тяжелый крейсер» не был определен до Лондонского морского договора 1930. Средняя стоимость постройки крейсера класса «Кент» в 1929 году составляла приблизительно £2,180,000.
За годы службы крейсер несколько раз подвергался модификации, не нарушавшей основных требований Вашингтонского договора.
Заложен 15 сентября 1924 года, спущен 30 марта 1926 года, вошёл в строй 12 июля 1927 года.

## Служба
По окончании испытаний в июле 1927 года был направлен на Китайскую станцию, где оставался до перевода в Средиземном море в 1936 году. В период с 1937 по 1938 год прошёл реконструкцию с частичной заменой вооружения и бронирования.
С началом Второй мировой войны участвовал в сопровождении океанских конвоев и борьбе с немецкими рейдерами. В марте 1940 года перехватил в Датском проливе нарушителей морской блокады Германии — транспорты «Вольфсбург» и «Уругвай».
9 апреля 1940 года участвовал в норвежской кампании. Затем был включён в отряд «Н» в Гибралтаре. 27 ноября 1940, участвовал в бою у мыса Спартивенто, где получил попадание 208-мм снарядом в орудийную башню «Y».

25 декабря 1940 года у Канарских островов при сопровождении конвоя WS-5A вступил в бой с немецким тяжёлым крейсером «Адмирал Хиппер». Попаданий по «Хипперу» «Бервик» не добился, получив при этом четыре попадания 8-дюймовыми снарядами. Тем не менее, действия «Бервика» помешали «Хипперу» атаковать конвой. После боя крейсер был отправлен на ремонт до конца июня 1941 года. В ходе ремонта и модификации получил радар дальнего обнаружения метрового диапазона Type 281 и радар орудийной наводки Type 284 сантиметрового диапазона.
После ремонта вошёл в состав Флота метрополии и оставшуюся часть войны провёл на Севере: сопровождал арктические конвои в СССР (JW-57, RA56 и JW-56B) и действовал в Северном море. В конце октября 1944 года корабль доставил отряд армии свободной Норвегии из Великобритании в Мурманск для операции по освобождению Финнмарка.
В 1948 году был отправлен на слом.